# Estación de Henniez
La estación de Henniez es una estación ferroviaria de la comuna suiza de Henniez, en el cantón de Vaud.

## Historia y situación
La estación de Henniez fue inaugurada en el año 1876 con la puesta en servicio del tramo Palézieux - Murten de la conocida como línea del Broye longitudinal Palézieux - Payerne - Kerzers.
En 2018 tanto la estación de Henniez como la estación de Trey dejarán de prestar servicio al instalarse una red de autobuses por la lejanía de las estaciones respecto del centro urbano de ambas localidades.
Se encuentra ubicada a unos 2 kilómetros al suroeste del núcleo urbano de Henniez. Cuenta con un andén lateral al que accede una vía pasante.
En términos ferroviarios, la estación se sitúa en la línea Palézieux - Kerzers. Sus dependencias ferroviarias colaterales son la estación de Lucens hacia Palézieux y la estación de Granges-Marnand en dirección Kerzers.

## Servicios ferroviarios
Los servicios ferroviarios de esta estación están prestados por SBB-CFF-FFS:

### RER Vaud
La estación forma parte de la red de trenes de cercanías RER Vaud, que se caracteriza por trenes de alta frecuencia que conectan las principales ciudades y comunas del cantón de Vaud. Por ella pasa una línea de la red:
- S 21 Lausana - Puidoux-Chexbres - Palézieux - Payerne.